# Sayed Mekawy
Sayed Mekawy  (en árabe: سيد مكاوي, o Sayied Makawi, Egipto,  8 de mayo de 1927 - 21 de abril de 1997), también trascrito Seyed Makawy o Sayed Makawy, fue un cantante y compositor egipcio, muy popular en su país y todo el mundo de habla árabe. A lo largo de su vida, no se dejó intimidar por las innovaciones modernas de la música árabe y por los intentos de sus colegas de producir otro tipo de música manteniéndose fiel al gusto popular de la música de Egipto. Conocido por su colaboración de radio con Fuad Hassad sobre el personaje de la tradición egipcia llamado al-Masharati (en árabe المسحراتي).

## Biografía
Sayed bin Muhammad Sayed Mekawy nació el 8 de mayo de 1927 en el distrito de Nasiriyah (distrito de Sayeda Zeinab, centro de El Cairo) en Egipto.
Su ceguera desde la niñez le impidió estudiar normalmente, por ello su familia lo envió a un colegio coranico "Al-Kitab" para la memorización del Corán. Mekawy, solía recitar el Corán y hacer el llamado a la oración en las mezquitas de su barrio, "Abu Tabl" y la mezquita "Hanafi" en el distrito Nasiriyah.

### Inicios
Mekawy comenzó a mostrar interés por el canto religioso, poniendo atención a los grandes recitadores y cantantes en ese momento. Su memoria le ayudó también para lo musical. Tan pronto escuchó el Muwashah o Muwashahat (canto poético árabe religioso) le bastó para dominarlo a la perfección. Dos amigos músicos, intérpretes de Qanun y de violín, le hicieron escuchar la música árabe de la época. Sayed Mekawi y sus amigos ensayaron varias rutinas musicales y formaron un grupo musical "takht" para animar fiestas y celebraciones familiares. Esta actividad le contribuyó a formar su personalidad artística y le brindó una experiencia enriquecedora que lo ayudó en su futuro musical.

### carrera artística
Al principio de su carrera, Sayed Mekawy, estaba más interesado en cantar que en componer. De hecho, la Radio Egipcia lo contrató como cantante a principios de los años 1950, en donde interpretaba canciones de la herencia musical oriental y rutinas de Muwashahat (en árabe موشحات ) en vivo durante fechas especiales. Luego, la radio Egipcia le encargó algunas canciones especiales. Sus primeras canciones grabadas en la radio fueron la canción "Muhammad", que no es una canción propia sino de su amigo Abdel-Azim Abdel-Haq, mientras que la segunda canción fue "Tunis" del compositor Ahmed Sedky. 
Debido a la buena recepción del público, la radio egipcia a mediados de los años 50', comenzaría a solicitarle a Sayed Mekawy canciones religiosas con letras del Sheij Mohammed Al-Fayoumi las cuales alababan el nombre de Dios.
Durante el mes islámico de Ramadán, la Radio Egipcia solía presentar los episodios de "Al-Masharati", el cual es un pintoresco personaje egipcio que pregona en los horarios de la primera oración y al momento de romper el ayuno de Ramadán. Muchos compositores previamente les habían dado sus letras y música a este personaje del "Al-Masharati" como: Ahmed Sedky, Morsi Al-Hariri y Abdel-Azim Abdel-Haq, y se transmitía en vivo con la orquesta estable de la emisora. A mediados de la década del 50', la emisora le asignó a Sayed Mekawy darle la voz a ese personaje, la sorpresa llegó cuando Mekawy al momento de realizar al "Al-Masharati" prescindió de toda la orquesta en vivo prefiriendo presentarse solo con su voz y el distintivo tambor Tabl que utilizan estas personas en la vida real causando una gran sorpresa en los oyentes. Debido al gran éxito sin precedentes, y luego de tres episodios realizados por Mekawy, la radio Egipcia prescindió del resto de los compositores dejando a Seyed Mekawy a cargo total de esta sección.
Sayed Makawy comenzó a presentar a "Al-Masharati" con el genio poeta Fouad Haddad, quien redactaba sus textos en forma de poesía. El personaje de "Al-Masharati" lo realizó con el mismo estilo hasta su muerte. "Al-Masharati" de Mekawy, era de sentimientos patrióticos y nacionales, carácter simple y considerado, con una impronta artística importante en las palabras y acompañado de una de las melodías únicas de la herencia musical oriental.
La fama de compositor comenzó con la canción "Hadouta" para el cantante Mohamed Kandil, luego "Mabrwk Ealayk Ya Maejabany", de Sharifa Fadel, y "As'al Marat Eulya" del cantante Muhammad Abdul Muttalib y Zakaryya Ahmad.

### Muerte y legado
Luego de una carrera extensa y exitosa, Sayed Mekawy falleció el 21 de abril de 1997 a los 70 años, dejando un legado de melodías folklóricas puramente egipcias que contribuyen a su patrimonio cultural hasta estos días, especialmente la opereta "Al-Leila Al-Kebira" ("La gran noche").

## Obra musical
Alguna de las obras destacadas como compositor se detallan a continuación:
- 100 composiciones musicales para canciones religiosas.
- 30 composiciones para la celebrando del natalicio del Profeta o Moulid El-Nabi .
- "Al-Missaharati" (Composiciones para el personaje en radio).
- "Ya Msaharni" para la cantante Umm Kalzum.
- La opereta "El-Leila El-Kebira"
- Música para varias series de televisión.
- "Al Eih Beyesalouni" para la cantante Warda (cantante).
- Escribió música para casi todos los cantantes populares, excepto Abdel Halim Hafez .
- También actuó en una película dirigida por "Ali Badrakhan", "El-Arous El-Saghira" (La pequeña novia).
- Compuso la música para " Harun Al-Rashid ", una serie de televisión con Mahmoud Al-Saadani y Salah Jahin .
- Entre sus canciones más populares están "Nashid Al-Muqawma Al-Sha'biya" (El himno de la resistencia popular), "Gana El-Fagr" (El amanecer está sobre nosotros) y "Ommal Hafr El-Qanal" (Los trabajadores que cavaron el canal).